# Boda, Lerums kommun
Boda är en bebyggelse väster om Mjörn och Sjövik i Östads socken i Lerums kommun. Från 2015 avgränsar SCB här en småort.